# 式守与太夫 (10代)
10代 式守 与太夫（しきもり よだゆう、1925年12月4日-1983年5月25日）は大相撲の元三役格行司。三役格としての在位期間は1977年11月〜1983年5月。立浪部屋所属。

## 人物
長野県佐久市出身。本名は関口清三郎。
ヒゲの19代式守伊之助の弟子。27代木村庄之助は兄弟子、31代木村庄之助は弟弟子にあたる。1936年小学5年生の時に行司見習いとして春日山部屋に入門。
1937年夏場所に式守政吉の名で初土俵。のち政臣と改名し、1952年1月に十両格昇格、式守清三郎と改名。1958年7月に幕内格昇格。1969年3月に10代式守与太夫襲名。1974年1月に行司抜擢制度にて、序列1つ上の木村筆之助と序列が入れ替わり幕内格筆頭に昇進したが、同時に与太夫をも抜いて先に三役格に昇格したのは、与太夫より序列が2つ下だった8代式守錦太夫である。1977年11月、兄弟子23代式守伊之助が27代木村庄之助襲名と同時に三役格昇格。
式守清三郎を名乗っていた1966年11月から1982年9月まで番付書き（戦後3人目）を担当し能筆としても知られた。
掛け声が非常に独特であり、昭和40年代・50年代の土俵に異彩を放っていた。
1982年9月場所の番付を書き終えた直後、胃がんに倒れ、1983年5月25日に現役のまま逝去。57歳没。

## その他
- 歴代の与太夫では唯一、一年間のみ『與太夫』に改名した。
- 式守清三郎時代の1961年5月場所4日目、中入の取組で組まれた前頭13枚目佐田の山（のち9代出羽海）－十両筆頭清ノ森（のち10代木瀬）戦を裁いた。この勝負は清ノ森が肩透かしで佐田の山を破ったが、この場所の幕内最高優勝は佐田の山（12勝3敗）で、十両優勝は清ノ森（同）。幕内最高優勝力士が十両優勝力士に敗れるという、結果的には異例な一番になった。
- 1980年3月場所前には立行司に代わって土俵祭の祭主を務めた。

## 履歴
- 1937年夏　初土俵　式守政吉
- 1946年11月　式守政臣に改名
- 1948年10月　式守清三郎に改名
- 1952年1月　十両格昇格
- 1958年7月　幕内格昇格
- 1969年3月　10代式守与太夫襲名
- 1970年3月　「與太夫」と改名
- 1971年5月　「与太夫」に戻す
- 1977年11月　三役格昇格
- 1983年5月　最終場所